# Chiesa di Santa Maria dei Servi (Genova)
La chiesa di Santa Maria dei Servi è luogo di culto cattolico situato nel quartiere della Foce, in largo Santa Maria dei Servi, nel comune di Genova nella città metropolitana di Genova. La chiesa è sede della parrocchia omonima del vicariato di Carignano-Foce dell'arcidiocesi di Genova.

## Storia e descrizione

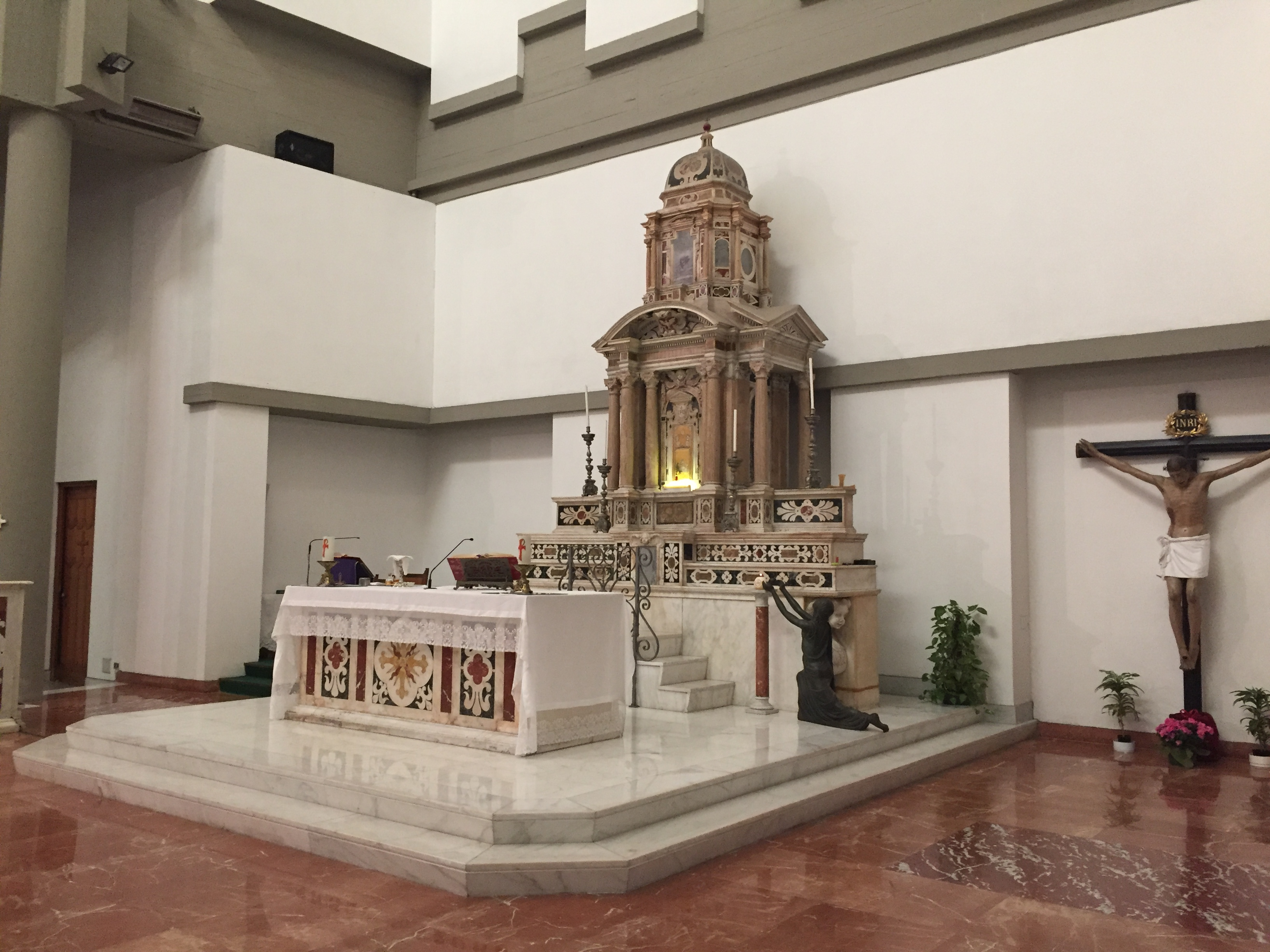
L'altare maggiore

Alcuni storici fanno risalire al 1274 o, ancora più esattamente, al 1327 la probabile fondazione del primo edificio di culto dedicato a Santa Maria dei Servi. La data più verosimile risulta essere quest'ultima poiché proprio in tale anno l'omonimo ordine religioso ebbe il permesso di dimora in diocesi dall'arcivescovo genovese Bartolomeo de Maroni. L'antica chiesa, sita nel vecchio rione di via dei Servi e di via Madre di Dio, fu completamente distrutta nei bombardamenti aerei su Genova del 1942-1944; la sede dei religiosi fu quindi trasferita nel 1959, provvisoriamente, nel neo quartiere della Foce presso un salone di piazza Raffaele Rossetti così come, nel 1961, anche la sede della comunità parrocchiale.
Su progetto degli architetti Leonardo Bucci e Raffaello Trinci prese corpo una nuova e moderna chiesa con la solenne benedizione e posa della prima pietra il 26 maggio del 1965 ad opera del cardinale Giuseppe Siri; quest'ultimo consacrò, nel 1972, il nuovo edificio.
La chiesa conserva alcune importanti opere pittoriche provenienti dal distrutto edificio originario e da altre chiese scomparse, tra le quali San Francesco di Paola di Bernardo Castello, Assunzione della Vergine di Giovanni Andrea De Ferrari, Vocazione di sant'Andrea e Sant'Andrea davanti al tiranno di Giovanni Carlone, San Filippo Benizzi in adorazione del Crocifisso e Santa Barbara che venera la Madonna di Domenico Piola.
Gli antichi documenti e archivi storici della chiesa sono invece conservati presso la basilica di Nostra Signora Assunta di Carignano (ante 1945) e presso la chiesa del Sacro Cuore e San Giacomo di Carignano (1945-1960).